# Palazzo Mediceo di Seravezza

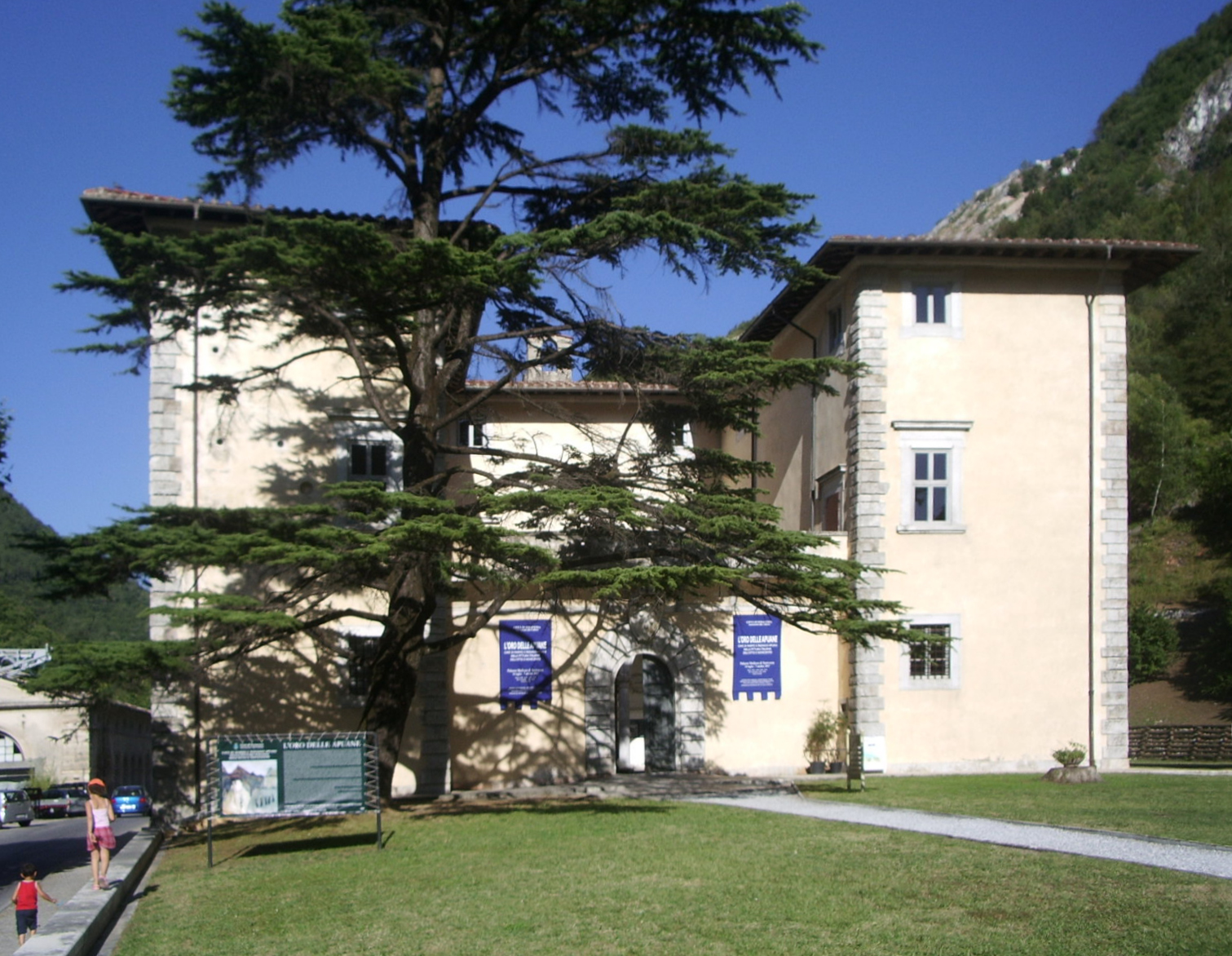
O Palazzo Mediceo di Seravezza como aparece na actualidade.

O Palazzo Mediceo di Seravezza é um antigo palácio da Família Médici que se encontra na comuna de Seravezza, na Província de Lucca, entre Massa e Pietrasanta, nas encostas dos Alpi Apuane e na confluência dis rios Serra e Vezza, dos quais a localidade tomou o nome. No interior do edifício está instalado o Museu do Trabalho e das Tradições Populares da Versilia Histórica, uma espécie de sede de manifestações e mostras temporárias.

## História
A villa foi mandada construir por Cosme I entre 1560 e 1564, segundo o projecto dum arquitecto não determinado: foi atribuída por alguns a Bartolomeo Ammannati e por outros ao jovem Bernardo Buontalenti (tendo em vista algumas analogias com a Villa di Artimino).
A zona de Seravezza era de grande importância estratégica para a posse da Versilia: disputada durante séculos entre as Repúblicas de Pisa, Lucca, Génova e a própria República de Florença, com o advento do governo grão-ducal dos Médici (1513), Cosme preocupou-se apenas na possibilidade de pôr um posto avançado tangível do seu domínio, num ponto de fronteira. A villa podia, de facto, tornar-se num posto avançado militar defesivo, como se vê também na sua estrutura sólida e compacta com espigões e como uma fortaleza e fendas no piso térreo.

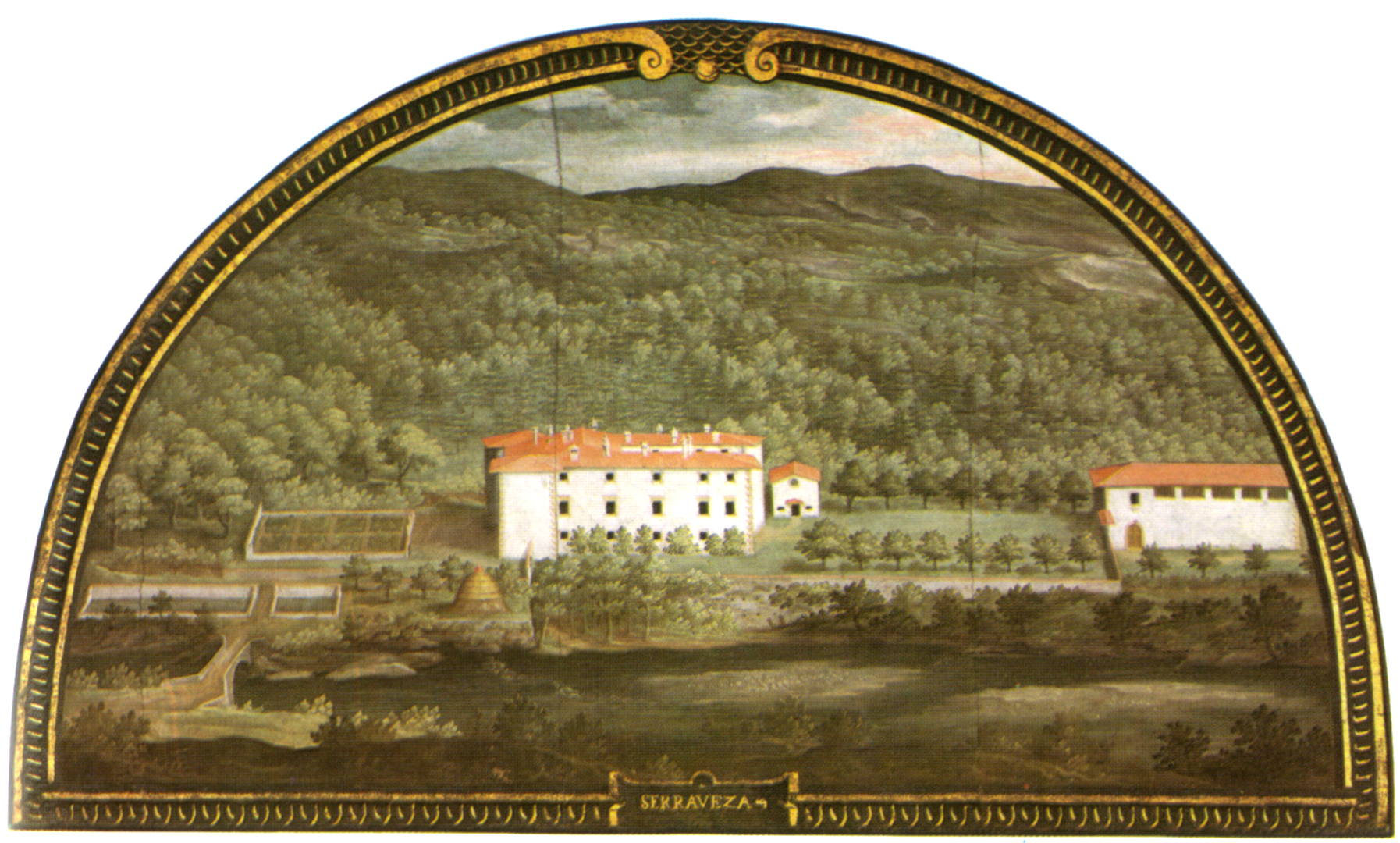
O Palazzo Mediceo di Seravezza numa luneta de Giusto Utens, Museo di Firenze com'era.

Contudo, isso não penalizou a dimensão senhorial e de diversão da residência, como se pode ver também pela luneta de Giusto Utens, pintada para a Sala das Villas da Villa Medicea di Artimino e actualmente no Museo topografico di Firenze com'era de Florença, com os grandes bosques nos quais se praticava a caça, uma horta e um jardim geométrico à italiana, uma capela e um edifício destinado a escudaria. Por outro lado, a vizinha margem do rio Vezza dava frescura, permitindo uma permanência pacífica, sobretudo nos meses estivais, quando era destino habitual das estadias de várias personagens da Corte dos Médici. Entre os hóspedes que aqui passaram períodos particularmente longos, recordam-se Bianca Cappello, a segunda mulher de Francisco I de Médici, e Cristina de Lorena, que residiu neste palácio por longos períodos depois de ter ficado viúva de Fernando I.
A zona de Seravezza tinha ainda uma outra importante característica estratégica, que era a vizinhança com as minas que Cosme desejava expandir. As minas de mármore e prata estavam, na época, inactivas, tendo o grão-duque dado um novo impulso à actividade extractiva, com a descoberta de filões de chumbo argentífero e, a partir de 1563, do mármore "mistio", também chamado de "fior di pesco" ou "Breccia di Seravezza", que se tornou muito requisitado pelo seu valor. Cosme, a partir da villa de Seravezza, tinha assim a possibilidade de acompanhar de perto a actividade extractiva, quie ele próprio havia relançado.
Com a extinção da Casa Médici, a villa passou para os Lorena. O Grão-duque Pedro Leopoldo destinou uma parte dos locais para os armazéns e gabinetes administrativos duma ferraria, ainda visível ao lado do palácio, construída por volta de 1786 ao longo do ribeiro Ruosina. Em 1835, fechada a ferraria, a villa voltou a ser um local de estadia da família grão-ducal. Passou depois ao Estado Italiano e em 1864 foi doada à comuna de Seravezza que, depois de ter destinado o edifício a cárcere num primeiro período, o recuperou e usou em seguida como Câmara Municipal até 1966. Actualmente é sede do Museu do Trabalho e das Tradições Populares da Versilia Histórica (Museo del Lavoro e delle Tradizioni Popolari della Versilia Storica), da biblioteca comunal, do arquivo histórico e de exposições de arte moderna e contemporânea.

## O Museu do Trabalho e das Tradições Populares da Versilia Histórica

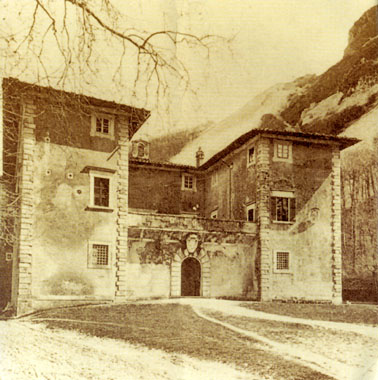
O Palazzo Mediceo di Seravezza numa foto histórica.

O museu foi aberto ao público em 1996 e percorre a actividade produtiva da zona e a sua evolução histórica, principalmente a da extracção do mármore da vizinha mina do Monte Altissimo, que é documentada por uma série de utensílios, máquinas e modelos de máquinas usados nas técnicas de escavação, transporte e trabalho praticadas na zona. 
Uma outra importante actividade restabelecida pelos Médici foi a da extracção e trabalho dos metais, de origem muito antiga, como o trabalho do ferro, a qual está documentada através de alguns instrumentos usados na ferraria e nas oficinas artesanais. 
Por outro lado, estão aqui objectos ligados a outras actividades domésticas, como a tecelagem, e vários instrumentos agrícolas para o cultivo tanto de terrenos montanhosos como planos. São numerosas as fotografias e as fichas que ilustram didaticamente as funções dos vários objectos expostos. 
Os instrumentos de trabalho estão expostos em onze salas e são datáveis entre o final do século XVIII e meados do século XX.